# Laure de Clermont-Tonnerre
Laure de Clermont-Tonnerre (París, 26 de julio de 1983) es una directora de cine, productora, guionista y actriz francesa. 

## Trayectoria
En sus comienzos, fue actriz de cine y televisión, para más tarde pasar a la dirección y al guion cinematográfico. En 2019, dirigió, produjo y fue coguionista de su primer largometraje, The Mustang. La película fue nominada a la Mejor Ópera Prima en la 35ª edición de los premios Independent Spirit y ganó el premio Bingham Ray 2019 y el premio Gotham al Cine Independiente de ese año. También ganó el premio al Mejor Primer largometraje en la 24ª edición de los premios Satélite.
Tiene en su haber dos cortometrajes, Atlantic Avenue y Rabbit. Con el segundo debutó en el Festival de Cine de Sundance. En 2019, ha dirigido tres episodios, incluido el piloto, de la serie de televisión The Act.